# لوتشينيتس
لوتشينيتس مدينة في جنوب سلوفاكيا وتتبع أقليم بانسكا بيستريتسا.

## توأمة
للوتشينيتس اتفاقيات توأمة مع كل من:
- Pápa [الإنجليزية]‏
- بوغوروديتسك
- لوني (1995 - )

## أعلام
- إميل لي زانغ
- بيتر يوهاس
- باتريك لي زانغ
- لاديسلاف كاتشاني
- كارول بورهي